# Badkarssjuka
Badkarssjuka, eller badkarssjukesyndromet, är ett tillstånd av feber, frossa och luftvägsproblem som kan uppkomma ungefär fyra timmar efter badkarsbad eller efter man inandats vattenånga. Det är oklart vad som utlöser badkarssjuka, men efter ett stort utbrott i Skåne i mitten av 1970-talet hittade man ett möjligt samband, då tidpunkten för utbrottet sammanföll med stora blomningar av cyanobakterier i vattentäkterna.